# Lahar

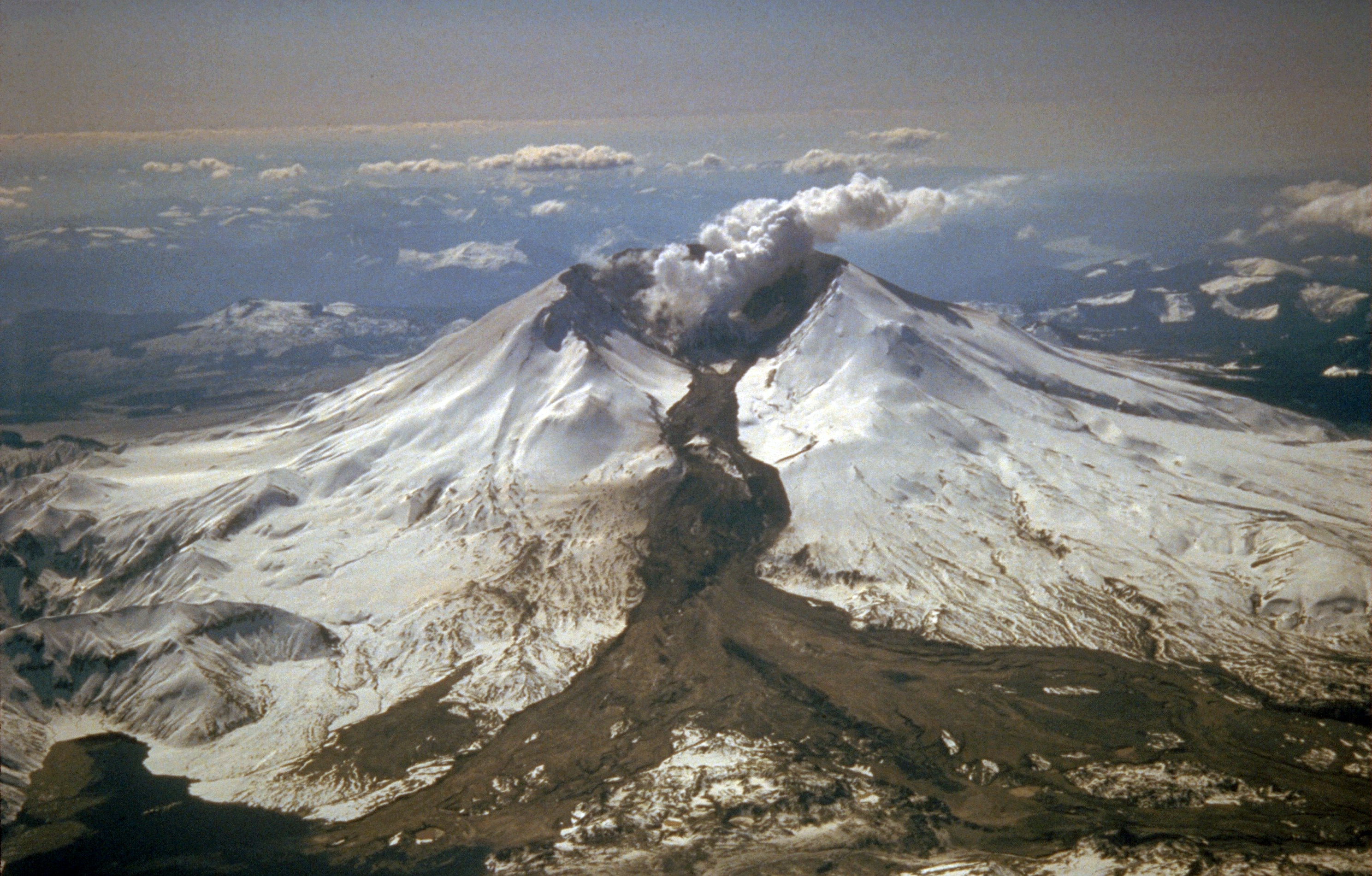
Lahar tras una erupción en el Monte Santa Helena

Un lahar es un flujo de sedimento y agua que se moviliza desde las laderas de volcanes. Durante los últimos siglos, los lahares  han destruido más propiedad pública o privada que cualquier proceso volcánico y han sido los causantes de la pérdida de miles de vidas humanas. Los lahares, junto con la caída de tefra, son la principal causa de riesgo asociado a volcanes.

## Causas
Los lahares pueden ocurrir debido a:
1. Períodos de lluvias intensas, no necesariamente coincidiendo con periodos de actividad volcánica. Como ocurrió tras la erupción del volcán Pinatubo en la Isla de Luzón, Filipinas, en 1991.
2. Fusión de glaciares en las partes altas de un volcán, durante actividad volcánica. Lo ocurrido en el volcán Nevado del Ruíz, Colombia, en 1985;
3. Vaciado de un lago hospedado en la cumbre de un volcán. Riesgo creciente en el Pinatubo.
4. Desplome de ladera debido a prolongada alteración hidro-termal o sismo. Como en el caso de la isla caribeña de Montserrat.

A diferencia de las avalanchas de detritos, los lahares son depósitos húmedos donde el agua influye tanto en la génesis como en el transporte de la masa removida.

## Lahares y actividad volcánica
Los lahares asociados a actividad volcánica se caracterizan por contener generalmente bolones (bloques angulosos de roca en ocasiones tan grandes como 30 cm y raramente métricos) en una matriz volcánica la cual es generalmente más gruesa que fango. El flujo lahárico puede arrasar todo a su paso, incorporando muchas veces material orgánico como hojas y troncos destrozados y ocasionalmente los cuerpos de animales o personas. Los depósitos de este tipo de flujos se caracterizan por tener mala selección y estratificación; de ahí el vocablo javanés "lahar" otorgado por los vulcanólogos.
La razón principal de que este tipo de eventos sea tan frecuente en los volcanes es que comúnmente las pendientes de los volcanes activos son cubiertas por abundantes fragmentos sueltos de roca principalmente volcánica que pueden mezclarse con el agua formando flujos descendentes. 
El movimiento de los lahares se debe principalmente a la acción de la gravedad y su velocidad depende fuertemente del ángulo de la pendiente en la cual se moviliza y de la viscosidad del lahar. Las dimensiones del canal y a la dureza de la superficie infrayaciente al flujo parecen tener un efecto considerable sobre la movilidad del flujo. A su vez, la viscosidad está relacionada con la proporción de material sólido transportado por el agua, siendo algunos flujos predominantemente acuosos, otros llegan a contener casi el 95 % de sólidos.
Si la pendiente es fuerte, el flujo tendrá un efecto principalmente erosivo sobre el cono. A medida que el flujo baja por las laderas del estratovolcán, la pendiente disminuye por lo tanto pierde energía y empieza a dejar su carga sólida, formando depósitos de detritos de varios metros de espesor. En especial cuando las laderas del cono son muy empinadas los flujos bajan con gran velocidad y energía (velocidades cercanas a los 100 km/h) y pueden aprovechar el curso de los valles, sepultando vastas áreas topográficas y causando un efecto no despreciable sobre la configuración del relieve. Hay casos en donde el flujo laharico ha logrado alcanzar una distancia de 300 km desde su lugar de procedencia.
Este tipo de fenómenos tiene una injerencia remarcada en el relieve de un sector en específico. Puede causar cambios geomorfológicos en un volcán como la generación de cañadas (quebradas profundas); cambios en los cursos de los ríos, embancamiento en algunos sectores y fuertes inundaciones en otros; rellenos de valles fluviales y cuencas; entre otros.

## Mecanismos de formación

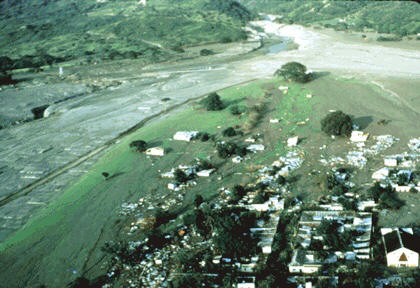
Armero después de la tragedia del Nevado del Ruiz.

Las erupciones tipo géiser que tienen lugar en el cráter o en los flancos de un volcán son capaces de liberar flujos de agua a alta temperatura cargada de ceniza.[cita requerida] Asimismo la activación de un campo geotermal producto de un evento volcánico puede ser responsable de trastornos en la circulación de aguas freáticas generando torrentes de agua caliente como ocurrió durante la formación del cono basáltico de El Jorullo, México durante el año 1759.
Las erupciones en lagos de cráter son en particular bastante destructivas. La erupción del monte Kelut en Java liberó cerca de 38 millones de m³ de agua cargada con abundantes fragmentos de roca. En tal ocasión bastaron solo 45 minutos para sepultar 131 km² de tierra cultivada, arrasar 104 aldeas y quitarle la vida a cerca de 5000 personas.
La nieve y el hielo yaciente en la cima de un edificio volcánico puede sufrir derretimiento producto de un campo geotermal incipiente. Este mecanismo puede ser fuente de grandes flujos de agua y de extensos lahares. En especial cuerpos glaciares pueden ser modificados, o totalmente fundidos inclusive, producto de este tipo de fenómenos. Los lahares de la erupción del Cotopaxi en Ecuador fueron documentadas exhaustivamente por Fenner durante el año 1948. En esa ocasión, los flujos lograron alcanzar velocidades de 80 km/h y algunos viajaron más de 250 km, remontando valles y otros glaciales. En 1963, un flujo de lava del volcán Villarrica en Chile logró fundir hielo y nieve y generó lahares que destruyeron aldeas y campos en las faldas del volcán.
Las erupciones de un volcán elevado (por encima de la altura de nieves perpetuas) y el simple desprendimiento de calor por debajo del hielo acumulado en el glaciar pueden causar suficiente derretimiento como para que fluya agua por debajo de la capa de hielo. Los flujos de agua se distribuyen como canales subglaciales y más frecuentemente como una interfaz de agua por debajo del hielo (que se derrite por la acción del calor desprendido por el cono volcánico) con lo que se acelera su movimiento en masa. Los lahares del monte Katla en Islandia durante el año 1918 fueron particularmente grandes logrando cubrir una superficie de 125 km² de extensión.
Entre los lahares más comunes están los lahares de erupciones volcánicas iniciadas durante la ocurrencia de fuertes lluvias tropicales. La acumulación de ceniza cerca de los edificios volcánicos puede matar a la vegetación circundante que comúnmente retarda el escurrimiento del agua. Los arroyos fuertemente inclinados de los conos empiezan a desmoronarse y la ceniza otros materiales volcánicos añadidos al flujo incrementan los efectos de la erosión, de esta forma el torrente de material clástico baja por las pendientes y se expande como un abanico por las tierras adyacentes más bajas. Los lahares que destruyeron parcialmente a la ciudad costarricense de Cartago desde 1963 hasta 1965 fueron producto de fuertes lluvias durante la erupción prolongada del volcán Irazú.
La erupción del Nevado del Ruiz de 1985, en Colombia, fue un evento de inesperada violencia. Los derrames de lodo adquirieron una energía tremenda por la pendiente y fueron importantes por el hecho que se encajonaron en valles estrechos. Al desembocar cerca de Armero, a unos 50 km del volcán, destrozaron gran parte de la ciudad sepultando 28 000 personas.

## Peligros y riesgos asociados
Los fenómenos laháricos representan un gran peligro principalmente por ser fenómenos naturales de alta energía, poder destructivo considerable y que son difíciles de controlar. Sin embargo son fenómenos cuyo movimiento es relativamente fácil de predecir, en el sentido que siguen los valles. La predicción del tiempo de ocurrencia de este tipo de fenómenos no es trivial, pero normalmente el desarrollo de un evento eruptivo puede ser el antecedente al desarrollo de este tipo de flujos.
Los lahares pueden ser desviados de su curso hacia asentamientos humanos importantes, de la misma manera que se hace con algunos flujos de lava: poniendo sólidas barreras. Muchos otros flujos, en particular los más grandes, no pueden ser desviados totalmente. Además se debe tener en cuenta la topografía: es vital reconocer si la topografía es favorable para la evacuación de flujos que minimice el daño. Si no lo es, la desviación de tales flujos se torna una tarea muy difícil.
Probablemente la mejor manera de detectar los peligros y así evitar que se desarrollen conductas de riesgo en un sector de alto peligro es reconocer situaciones que pueden conllevar a la formación de este tipo de flujos. Una cobertura de tefra suelta que puede ser movilizada durante una lluvia intensa, las masas de hielo fundidas que posiblemente generen flujos muy densos en material, el registro histórico representado en sus depósitos más recientes, todas son instancias que merecen atención pública. El reconocimiento de estas situaciones lleva a la implementación de planes de prevención de riesgos (como prohibir la construcción y las actividades humanas en zonas de alto peligro, construcción de obras civiles que desvíen flujos laharicos) y de planes de emergencia y de evacuación elaborados por expertos y que sean conocidos por toda la comunidad.